# Terminalia oreadum
Terminalia oreadum är en tvåhjärtbladig växtart som beskrevs av Friedrich Ludwig Diels. Terminalia oreadum ingår i släktet Terminalia och familjen Combretaceae. Inga underarter finns listade i Catalogue of Life.